# Agitprop
Správa agitace a propagandy (rusky Управление пропаганды и агитации, upravlenje propagandy i agitacii, zkráceně rusky агитпро́п, agitprop) bylo oddělení při ÚV KSSS a místních výborech Komunistické strany Sovětského svazu, zodpovídající za indoktrinaci v duchu státní ideologie marxismu-leninismu. Agitprop byl úzce spojen s žurnalistikou a kontroloval sdělovací prostředky. Pod správním dozorem a politickou kontrolou agitpropu byla sovětská filozofie. ÚV KSČ v komunistickém Československu také měl oddělení propagandy a agitace.

## Vedoucí oddělení

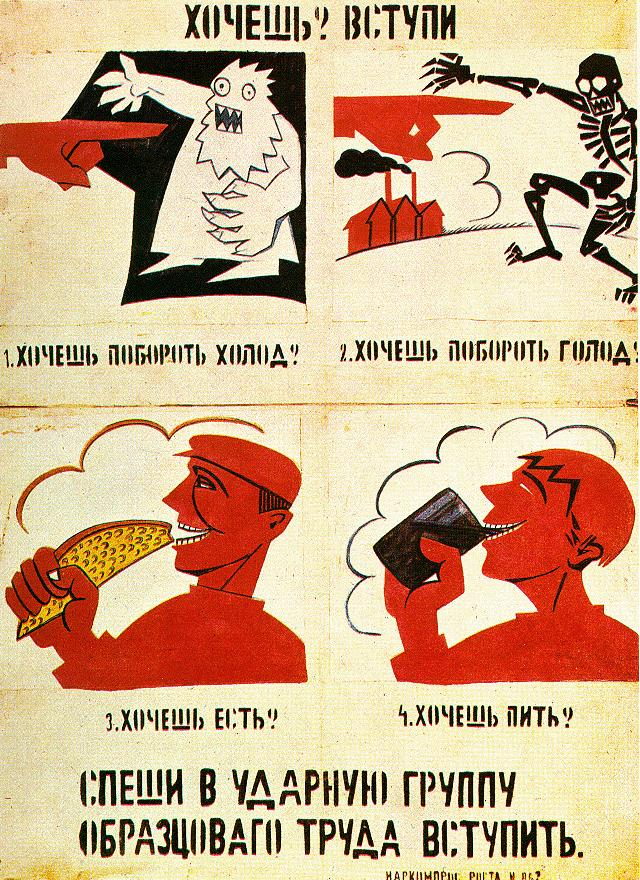
Agitačně propagační plakát Vladimira Majakovského

- 04.1920 – 06.1920 Jevgenij Preobraženskij
- 06.1920 – 10.1921 Ruben Katanjan (1886–1936)
- 10.1921 – 05.1922 Lev Sosnovskij (1886–1937)
- 05.1922 – 02.1924 Andrej Bubnov (1884–1938)
- 02.1924 – 01.1926 Sergej Syrcov (1893–1937)
- 01.1926 – 05.1927 Vilgelm Knorin (1890–1938)
- 05.1927 – 11.1929 Alexandr Krinickij (1894–1937)
- 11.1929 – 04.1938 Alexej Stěckij (1896–1938)
- 11.1938 – 09.1940 Andrej Ždanov (1896–1948)
- 09.1940 – 09.1947 Georgij Alexandrov (1908–1961)
- 09.1947 – 07.1948 Michail Suslov (1902–1982)
- 07.1948 – 07.1949 Dmitrij Šepilov (1905–1995)
- 07.1949 – 10.1952 Michail Suslov (1902–1982)
- 10.1952 – 03.1953 Nikolaj Michajlov (1906–1982)
- 03.1953 – 1955 Vladimir Kružkov (1905–1991)
- 1955–1958 Fjodor Konstantinov (1901–1991)
- 1958 – 05.1965 Leonid Iljičev (1906–1990)
- 05.1965 – 1970 Vladimir Stěpakov (1912–1987)
- 1970–1973 prozatímní vedoucí Alexandr Jakovlev (1923–2005)
- 1973–1977 úřadující náměstek vedoucího Georgij Smirnov (1922–1999)
- 05.1977 – 12.1982 Еjevgenij Tjaželnikov (1928–2020)
- 12.1982 – 07.1985 Boris Stukalin (1923–2004)
- 07.1985 – 06.1986 Alexandr Jakovlev (1923–2005)
- 07.1986 – 11.1988 Jurij Skljarov (1925–2013)
- 11.1988 – 1990 Alexandr Kapto (1933–2020)
- 1990–1991 Alexandr Děgťarjov (1946–2022)